# Tayray (cratera)
A cratera Tayray é uma cratera de impacto no quadrângulo de Oxia Palus em Marte, localizada a 37º latitude norte e 19.65º longitude oeste.  Seu diâmetro é de 18.4 km e seu nome vem de uma cidade nas Filipinas. 